# Caumont-sur-Durance
Caumont-sur-Durance este o comună în departamentul Vaucluse din sud-estul Franței. În 2009 avea o populație de 4.614 de locuitori.

## Evoluția populației
| An        | 1975  | 1982  | 1990  | 1999  | 2006  | 2009  |
| --------- | ----- | ----- | ----- | ----- | ----- | ----- |
| Populație | 1.951 | 2.598 | 3.717 | 4.253 | 4.538 | 4.614 |